# Переслєгін Сергій Борисович
Сергі́й Бори́сович Переслє́гін (рос. Сергей Борисович Переслегин; нар. 16 грудня 1960, Ленінград) — російський літературний критик і публіцист, дослідник і теоретик фантастики і альтернативної історії. Також відомий як соціолог, соціонік, військовий історик.

## З біографії
Закінчив фізичний факультет Ленінградського державного університету за фахом «фізика ядра і елементарних частинок». Працював викладачем фізики в фізико-математичній школі при Ленінградському державному університеті. З 1985 року — учасник Ленінградського семінару молодих письменників-фантастів Бориса Стругацького. З 1989 р. займався питаннями теорії систем в НДІСД. У 1996—1997 роках читав цикли лекцій з соціології в Казанському університеті і Ризькому соціологічному центрі.
Лауреат премії «Странник»-96 за книгу критики «Око тайфуну: Останнє десятиріччя радянської фантастики». Упорядник, редактор, автор коментарів книг серії «Військово-історична бібліотека». Автор передмов і післямов до книжкової серії «Світи братів Стругацьких». Керівник дослідницьких груп «Конструювання майбутнього» (з 2000 р.), «Санкт-петербурзька школа сценування» (з 2003 р.), «Знаниевый реактор» (з 2007 р.)

## Основні роботи
Сергій Переслєгін — автор геополітичного поняття «російський світ», яке лягло в основу сучасної націоналістичної та імперіалістичної ідеології Російської Федерації. Йому також належать менш знані терміни:
- «Війна Христа» — зіткнення світоглядів, відображених в ідеях, моральних нормах і позитивних мотиваціях. Ця війна велася західним християнським світом з моменту зміцнення християнства. Вона мала дві форми — внутрішній розвиток (поява католицтва і протестантизму) і зовнішнє протистояння (протистояння християнської цивілізації з цивілізаціями інших релігій). Можна також стверджувати, що СРСР був в довгостроковому плані маловдалою спробою вийти на цивілізаційні позиції за рахунок війни Христа шляхом використання марксизму. З трьох типів війн, за класифікацією Переслєгіна, — цей найсильніший (перемагаючий тип війни, але й найтриваліший (сотні й більше років);
- «Війна Афіни» — геоекономічне зіткнення політико-економічних стратегій, створення та керованої зміни закріплених на міжнародному рівні нормативних правил діяльності. Ця війна виникла в процесі британського домінування у світі й була творчо підхоплена і розвинена США у XX столітті, забезпечивши їхню гегемонію до кінця століття. Війна Афіни сильніша за війну Ареса, але слабша за війну Христа;
- «Війна Ареса» — безпосереднє збройне зіткнення з використанням військової (у тому числі геополітичної) стратегії, тактики та оперативного мистецтва. Цим терміном можна охарактеризувати більшість європейських війн останніх століть. Війна Ареса жорстока і кривава, але найслабша за результатами серед інших воєн — її перемагає війна Афіни та війна Христа.

### Твори фантастичного жанру
- «Детектив по-Арканарски». «Детектив по-Арканарски» — до роману «Важко бути богом» братів Стругацьких
- «Галактические войны: краткий курс» — для журналу «Если».

### Історія, геополітика і альтернативна історія
- С. и Е. Переслегины. Тихоокеанская премьера. — М.: «АСТ», 2001. — (Военно-историческая библиотека.)
- С. Переслегин. Самоучитель игры на мировой шахматной доске. — М.: «АСТ», 2005. — (Philosophy)
- Сергей Переслегин. Вторая мировая война между Реальностями / авторская редакция. — Москва : Яуза, Эксмо, 2006. — 544 с. — (Великая Отечественная: Неизвестная война) — 5000 прим. — ISBN 5-699-15132-X.
- С. Переслегин. Мифы Чернобыля. — М.: Яуза, Эксмо, 2006. (рос.)
- С. Переслегин. «Nation State»: кризис управления. СПб: Российское экспертное обозрение «Эволюция государства». — № 5 (19), 2006. (рос.)
- С. и Е. Переслегины. Война на пороге. Гильбертова пустыня. — М.: Яуза, ЭКСМО, 2007. — (Война. Имперский генеральный штаб) (рос.)
- С. Переслегин. Социопиктографический анализ. 1900—2050 гг. — «Corvus», 2009 (рос.)
- С. Переслегин. Новые карты будущего, или Анти-Рэнд. — АСТ, Terra Fantastica, 2009 (рос.)
- С. Переслегин. Новая история Второй мировой. — ЭКСМО, Яуза, 2009 (рос.)
- С. Переслегин. Возвращение к звёздам. Фантастика и эвология. — АСТ, 2010 (рос.)
- С. Переслегин. Опасная бритва Оккама. АСТ, Terra Fantastika, 2011. — (Philosophy), 3000 экз. (рос.)
- С. Переслегин. Скрытая история Второй Мировой. Новый взгляд на Войну между Реальностями. — Эксмо, 2012 (рос.)
- С. Переслегин, Е. Переслегина, А. Желтов, Н. Луковникова  Сумма стратегии. СПб, 2013 (рос.)
- С. Переслегин, Е. Переслегина  «Дикие карты» будущего. — М.: Алгоритм, 2015 (рос.)